# فريدي لانغدون
فريدي لانغدون (بالإنجليزية: Freddie Langdon)‏ هو عازف كمان ‏ أمريكي، ولد في 23 فبراير 1922، وتوفي في 2 أغسطس 1988 بسبب سرطان الكبد.